# Moonlight (televisieserie)
Moonlight is een Amerikaanse serie van de televisiezender CBS die tussen september 2007 en mei 2008 werd uitgezonden. In Nederland was de serie te zien bij Net5.
De serie gaat over privédetective Mick St. John, die op zijn trouwdag (55 jaar geleden) door zijn bruid Coraline in een vampier wordt veranderd. In de huidige tijd helpt hij in Los Angeles journaliste Beth Turner, die hij ooit bevrijdde toen zij ontvoerd was.

## Rolverdeling
- Alex O'Loughlin - Mick St. John
- Sophia Myles - Beth Turner
- Jason Dohring - Josef Kostan
- Shannyn Sossamon - Coraline Duvall

## Afleveringen
| Nr. | Titel Aflevering          | Uitzenddatum VS   |
| --- | ------------------------- | ----------------- |
| 1   | No Such Thing as Vampires | 28 september 2007 |
| 2   | Out of the Past           | 5 oktober 2007    |
| 3   | Dr. Feelgood              | 12 oktober 2007   |
| 4   | Fever                     | 19 oktober 2007   |
| 5   | Arrested Development      | 26 oktober 2007   |
| 6   | B.C                       | 2 november 2007   |
| 7   | The Ringer                | 9 november 2007   |
| 8   | 12:04 AM                  | 16 november 2007  |
| 9   | Fleur de Lis              | 23 november 2007  |
| 10  | Sleeping Beauty           | 14 december 2007  |
| 11  | Love Lasts Forever        | 11 januari 2008   |
| 12  | The Mortal Cure           | 18 januari 2008   |
| 13  | Fated To Pretend          | 25 april 2008     |
| 14  | Click                     | 2 mei 2008        |
| 15  | What's Left Behind        | 9 mei 2008        |
| 16  | Sonata                    | 16 mei 2008       |